# Ulica Browarna w Żywcu
Ulica Browarna – znajduje się w żywieckiej dzielnicy Zabłocie i stanowi jedną z jej głównych arterii komunikacyjnych. Nazwa ulicy pochodzi od znajdującego się przy niej browaru.

## Obiekty
Oprócz domów jednorodzinnych przy drodze znajdują się:
- Browar
- Kościół parafii św. Floriana
- Muzeum Browaru

## Przebieg
Ulica rozpoczyna się od skrzyżowania z ul. Dworcowej z ul. ks. prał. Stanisława Słonki w rejonie dworca kolejowego. Krzyżuje się z ulicami:
- Mleczarska
- Długa
- Mochnackiego
- al. Armii Krajowej
- Wyzwolenia
- Lelewela
- Ludna
- Rolnicza
- Słoneczna
- Sportowa
- Nowa
- Polna
- Michała
- K. Tetmajera
- Harenda
- Niwy

Ulica kończy się na granicy miasta z Radziechowami, gdzie przechodzi w ul. Żywiecką.